# 菊叶委陵菜
菊叶委陵菜（学名：Potentilla tanacetifolia）为蔷薇科委陵菜属下的一个种。

## 扩展阅读
- 維基物種上的相關：菊叶委陵菜